# Jade MacRae
Jade Aurora MacRae (4 de junio de 1979) es una cantante australiana de música soul. Su primer sencillo «You Make Me Weak» debutó dentro de los primeros 50 lugares de las listas de sencillos de Australia en noviembre de 2004, mientras que su siguiente sencillo «So Hot Right Now» debutó dentro de los 20 primeros lugares del mismo listado en febrero de 2005 .
Su álbum debut MacRae recibió una serie de reconocimientos, entre ellos fue nominado a los galardones de la Australian Recording Industry Association (ARIA), Premios MTV Australia, Australasian Performing Right Association (APRA) y a los Urban Music Awards Australia and New Zealand en 2005 y 2006. Su segundo álbum de estudio Get Me Home fue lanzado en octubre de 2008. En 2012, a raíz de su matrimonio con el cantante de hip hop australiano Phrase, MacRae continuó su carrera musical bajo el nuevo nombre de «Dune».

## Discografía

### Álbumes
- Jade MacRae (2005) #61 AUS; #10 AUS Urban
- Get Me Home (2008)

### Sencillos
| Año  | Título                    | Posiciones en listas | Posiciones en listas | Álbum       |
| Año  | Título                    | AUS                  | AUS Urban            | Álbum       |
| ---- | ------------------------- | -------------------- | -------------------- | ----------- |
| 2002 | «Heaven» (w/ Ian Pooley)  | N/R                  | N/R                  | -           |
| 2004 | «You Make Me Weak»        | 46                   | 10                   | Jade MacRae |
| 2005 | «So Hot Right Now»        | 18                   | 6                    | Jade MacRae |
| 2005 | «Superstar»               | 31                   | 12                   | Jade MacRae |
| 2006 | «Up and Do Your Thing»    | Promo                | Promo                | Jade MacRae |
| 2006 | «Love You Good»           | N/R                  | N/R                  | -           |
| 2007 | «In the Basement»         | 60                   | 15                   | Get Me Home |
| 2008 | «I Wanna Be In Love»      | -                    | -                    | Get Me Home |
| 2009 | «Life» (w/ Space Invadas) | -                    | -                    | -           |

## Premios y nominaciones
| Premio                             | Categoría                  |                    | Resultado |
| ---------------------------------- | -------------------------- | ------------------ | --------- |
| 2008                               |                            |                    |           |
| APRA Music Awards                  | Trabajo urbano del año     | «In the Basement»  | Ganador   |
| 2007                               |                            |                    |           |
| APRA Music Awards                  | Trabajo urbano más actuado | «Superstar»        | Nominado  |
| Urban Music Awards 2007            | Mejor artista femenina     | —                  | Ganador   |
| 2006                               |                            |                    |           |
| APRA Music Awards                  | Trabajo urbano más actuado | «You Make Me Weak» | Nominado  |
| ARIA Awards 2006                   | Mejor lanzamiento urbano   | Jade MacRae        | Nominado  |
| ARIA Awards 2006                   | Mejor artista femenina     | —                  | Nominado  |
| Premios MTV Australia              | Mejor vídeo R&B            | «So Hot Right Now» | Nominado  |
| POPrepublic.tv IT List Awards 2006 | Mujer del año              | —                  | Ganador   |
| Urban Music Awards 2006            | Mejor álbum R&B            | Jade MacRae        | Ganador   |
| Urban Music Awards 2006            | Mejor artista femenina     | —                  | Ganador   |
| 2005                               |                            |                    |           |
| ARIA Awards 2005                   | Mejor lanzamiento urbano   | So Hot Right Now»  | Nominado  |
| Premios POPrepublic.tv 2005        | Mujer del año              | —                  | Nominado  |